# Tatjana Sjikolenko
Tatjana Ivanovna Sjikolenko (ryska: Татьяна Ивановна Шиколенко), född den 10 maj 1968 i Krasnodar, är en rysk före detta friidrottare som tävlade i spjutkastning. Hon är yngre syster till Natalia Sjikolenko. 
Sjikolenkos genombrott kom när hon slutade fyra vid VM 1993 i Stuttgart. 1996 valde hon att byta medborgarskap från vitryskt till ryskt. Hon deltog vid EM 1998 där hon slutade på andra plats. Vid VM 1999 blev hon återigen tvåa efter att ha kastat 66,37 -  slagen bara av Greklands Mirela Manjani. 
Hon deltog vid Olympiska sommarspelen 2000 i Sydney där hon slutade på sjunde plats. Vid VM 2001 i Edmonton räckte hennes 60,91 bara till en nionde plats. Vid EM 2002 slutade hon fyra och hennes sista stora mästerskap var VM 2003 i Paris där hon åter blev silvermedaljör med ett längsta kast på 63,28. Denna gång fick hon åter se sig besegrad av Manjani. 

## Personligt rekord
- 67,20 från en tävling år 2000